# Lista odcinków serialu Trzynaście powodów
Poniżej znajduje się lista odcinków amerykańskiego serialu Trzynaście powodów wyprodukowanego przez Netflix i będącego adaptacją powieści Jaya Ashera z 2007 o tym samym tytule.
Światowa premiera serialu nastąpiła 31 marca 2017, kiedy to jednego dnia udostępniono wszystkie 13 odcinków pierwszego sezonu wraz z odcinkiem specjalnym. Od tego dnia serial był dostępny również w Polsce. W maju 2017 Netflix poinformował o produkcji sezonu drugiego, a jego premiera odbyła się 18 maja 2018 za pośrednictwem platformy na całym świecie.

## Przegląd sezonów
| Sezon | Sezon | Odcinki | Data udostępnienia / | Data udostępnienia / | Data udostępnienia / |
| Sezon | Sezon | Odcinki | Premiera             | Finał                | Odcinek specjalny    |
| ----- | ----- | ------- | -------------------- | -------------------- | -------------------- |
|       | 1     | 13 (+1) | 31 marca 2017        | 31 marca 2017        | 31 marca 2017        |
|       | 2     | 13 (+1) | 18 maja 2018         | 18 maja 2018         | 18 maja 2018         |
|       | 3     | 13 (+1) | 23 sierpnia 2019     | 23 sierpnia 2019     | 23 sierpnia 2019     |
|       | 4     | 10      | 5 czerwca 2020       | 5 czerwca 2020       | –                    |

## Sezon 1: 2017
| Nr | #  | Tytuł          | Polski tytuł       | Reżyseria            | Scenariusz           | Premiera (Netflix) |
| -- | -- | -------------- | ------------------ | -------------------- | -------------------- | ------------------ |
| 1  | 1  | Tape 1, Side A | Kaseta 1, strona A | Tom McCarthy         | Brian Yorkey         | 31 marca 2017      |
| 2  | 2  | Tape 1, Side B | Kaseta 1, strona B | Tom McCarthy         | Brian Yorkey         | 31 marca 2017      |
| 3  | 3  | Tape 2, Side A | Kaseta 2, strona A | Helen Shaver         | Diana Son            | 31 marca 2017      |
| 4  | 4  | Tape 2, Side B | Kaseta 2, strona B | Helen Shaver         | Thomas Higgins       | 31 marca 2017      |
| 5  | 5  | Tape 3, Side A | Kaseta 3, strona A | Kyle Patrick Alvarez | Julia Bicknell       | 31 marca 2017      |
| 6  | 6  | Tape 3, Side B | Kaseta 3, strona B | Kyle Patrick Alvarez | Nic Sheff            | 31 marca 2017      |
| 7  | 7  | Tape 4, Side A | Kaseta 4, strona A | Gregg Araki          | Elizabeth Benjamin   | 31 marca 2017      |
| 8  | 8  | Tape 4, Side B | Kaseta 4, strona B | Gregg Araki          | Kirk Moore           | 31 marca 2017      |
| 9  | 9  | Tape 5, Side A | Kaseta 5, strona A | Carl Franklin        | Hayley Tyler         | 31 marca 2017      |
| 10 | 10 | Tape 5, Side B | Kaseta 5, strona B | Carl Franklin        | Nathan Louis Jackson | 31 marca 2017      |
| 11 | 11 | Tape 6, Side A | Kaseta 6, strona A | Jessica Yu           | Diana Son            | 31 marca 2017      |
| 12 | 12 | Tape 6, Side B | Kaseta 6, strona B | Jessica Yu           | Elizabeth Benjamin   | 31 marca 2017      |
| 13 | 13 | Tape 7, Side A | Kaseta 7, strona A | Kyle Patrick Alvarez | Brian Yorkey         | 31 marca 2017      |

## Sezon 2 (2018)
| Nr | #  | Tytuł                            | Polski tytuł               | Reżyseria            | Scenariusz                        | Premiera (Netflix) |
| -- | -- | -------------------------------- | -------------------------- | -------------------- | --------------------------------- | ------------------ |
| 14 | 1  | The First Polaroid               | Pierwszy polaroid          | Gregg Araki          | Brian Yorkey                      | 18 maja 2018       |
| 15 | 2  | Two Girls Kissing                | Pocałunek dziewczyn        | Gregg Araki          | Thomas Higgins                    | 18 maja 2018       |
| 16 | 3  | The Drunk Slut                   | Pijana zdzira              | Karen Moncrieff      | Marissa Jo Cerar                  | 19 maja 2018       |
| 17 | 4  | The Second Polaroid              | Drugi polaroid             | Karen Moncrieff      | Hayley Tyler                      | 18 maja 2018       |
| 18 | 5  | The Chalk Machine                | Maszyna do rysowania linii | Eliza Hittman        | Nic Sheff                         | 18 maja 2018       |
| 19 | 6  | The Smile at the End of the Dock | Lato miłości               | Eliza Hittman        | Julia Bicknell                    | 18 maja 2018       |
| 20 | 7  | The Third Polaroid               | Trzeci polaroid            | Michael Morris       | Brian Yorkey                      | 18 maja 2018       |
| 21 | 8  | The Little Girl                  | Mała dziewczynka           | Michael Morris       | Felischa Marye                    | 18 maja 2018       |
| 22 | 9  | The Missing Page                 | Brakująca strona           | Kat Candler          | Rohit Kumar                       | 18 maja 2018       |
| 23 | 10 | Smile, Bitches!                  | Uśmiech, cipy              | Kat Candler          | Kirk Moore                        | 18 maja 2018       |
| 24 | 11 | Bryce and Chloe                  | Bryce i Chloe              | Jessica Yu           | Marissa Jo Cerar & Thomas Higgins | 18 maja 2018       |
| 25 | 12 | The Box of Polaroids             | Skrzynka z polaroidami     | Jessica Yu           | Hayley Tyler & Brian Yorkey       | 18 maja 2018       |
| 26 | 13 | Bye                              | Do widzenia                | Kyle Patrick Alvarez | Brian Yorkey                      | 18 maja 2018       |

## Sezon 3: 2019
| Nr | #  | Tytuł                                                                    | Polski tytuł                                                                | Reżyseria         | Scenariusz                                                                                                | Premiera (Netflix) |
| -- | -- | ------------------------------------------------------------------------ | --------------------------------------------------------------------------- | ----------------- | --- | ------------------ |
| 27 | 1  | Yeah. I'm the New Girl                                                   | Tak. Jestem nową dziewczyną                                                 | Michael Morris    | Brian Yorkey                                                                                              | 23 sierpnia 2019   |
| 28 | 2  | If You're Breathing, You're a Liar                                       | Jeśli oddychasz, jesteś kłamcą                                              | Michael Morris    | Allen MacDonald                                                                                           | 23 sierpnia 2019   |
| 29 | 3  | The Good Person Is Indistinguishable from the Bad                        | Dobra osoba jest nie do odróżnienia od złej                                 | Jessica Yu        | Hayley Tyler                                                                                              | 23 sierpnia 2019   |
| 30 | 4  | Angry, Young and Man                                                     | Zły, młody i mężczyzna                                                      | Jessica Yu        | Thomas Higgins                                                                                            | 23 sierpnia 2019   |
| 31 | 5  | Nobody's Clean                                                           | Nikt nie jest czysty                                                        | Bronwen Hughes    | Trevor Marti Smith                                                                                        | 23 sierpnia 2019   |
| 32 | 6  | You Can Tell the Heart of a Man by How He Grieves                        | Możesz powiedzieć sercu mężczyzny jak się smuci                             | Bronwen Hughes    | Mfoniso Udofia                                                                                            | 23 sierpnia 2019   |
| 33 | 7  | There Are a Number of Problems with Clay Jensen                          | Istnieje wiele problemów z Clay Jensen                                      | Kevin Dowling     | Julia Bicknell                                                                                            | 23 sierpnia 2019   |
| 34 | 8  | In High School, Even on a Good Day, It's Hard to Tell Who's on Your Side | W liceum, nawet w dobry dzień, trudno powiedzieć kto jest po twojej stronie | Kevin Dowling     | Felischa Marye                                                                                            | 23 sierpnia 2019   |
| 35 | 9  | Always Waiting for the Next Bad News                                     | Zawsze czekam na kolejne złe wiadomości                                     | Aurora Guerrero   | M.K. Malone                                                                                               | 23 sierpnia 2019   |
| 36 | 10 | The World Closing In                                                     | Świat się zbliża                                                            | Aurora Guerrero   | Allen MacDonald, Thomas Higgins, Hayley Tyler, Brian Yorkey, Rohit Kumar, Allen MacDonald, Thomas Higgins | 23 sierpnia 2019   |
| 37 | 11 | There Are a Few Things I Haven't Told You                                | Jest kilka rzeczy, których Ci nie powiedziałem                              | Kevin Dowling     | Helen Shang                                                                                               | 23 sierpnia 2019   |
| 38 | 12 | And Then the Hurricane Hit                                               | A potem uderzył huragan                                                     | Kevin Dowling     | Allen MacDonald, M.K. Malone, Helen Shang, Thomas Higgins, Hayley Tyler, Trevor Marti Smith               | 23 sierpnia 2019   |
| 39 | 13 | Let the Dead Bury the Dead                                               | Niech umarli grzebią umarłych                                               | John T. Kretchmer | Brian Yorkey                                                                                              | 23 sierpnia 2019   |

## Sezon 4: 2020
| Nr | #  | Tytuł                | Polski tytuł           | Reżyseria      | Scenariusz                                      | Premiera (Netflix) |
| -- | -- | -------------------- | ---------------------- | -------------- | ----------------------------------------------- | ------------------ |
| 40 | 1  | Winter Break         | Ferie                  | Russel Mulcahy | Brian Yorkey                                    | 5 czerwca 2020     |
| 41 | 2  | College Tour         | Zwiedzanie uczelni     | Russel Mulcahy | Allen MacDonald                                 | 5 czerwca 2020     |
| 42 | 3  | Valentine's Day      | Walentynki             | Michael Sucsy  | Hayley Tyler                                    | 5 czerwca 2020     |
| 43 | 4  | Senior Camping Trip  | Biwak ostatnich klas   | Michael Sucsy  | Thomas Higgins                                  | 5 czerwca 2020     |
| 44 | 5  | House Party          | Domówka                | Brenda Strong  | M. K. Malone, Franky D. Gonzalez                | 5 czerwca 2020     |
| 45 | 6  | Thursday             | Czwartek               | Brenda Strong  | Evangeline Ordaz                                | 5 czerwca 2020     |
| 46 | 7  | College Interview    | Rozmowa kwalifikacyjna | Sunu Gonera    | Allen MacDonald, Hayley Tyler, Evangeline Ordaz | 5 czerwca 2020     |
| 47 | 8  | Acceptance/Rejection | Przyjęci i nieprzyjęci | Sunu Gonera    | Sahar Jahani                                    | 5 czerwca 2020     |
| 48 | 9  | Prom                 | Bal absolwentów        | Tommy Lohmann  | Brian Yorkey                                    | 5 czerwca 2020     |
| 49 | 10 | Graduation           | Koniec szkoły          | Brian Yorkey   | Brian Yorkey                                    | 5 czerwca 2020     |

## Odcinki specjalne:Trzynaście powodów: nic nie dzieje się bez przyczyny
| Nr | Tytuł                              | Polski tytuł                              | Długość  | Premiera (Netflix) |
| -- | ---------------------------------- | ----------------------------------------- | -------- | ------------------ |
| S1 | 13 Reasons Why: Beyond the Reasons | Nic nie dzieje się bez przyczyny: Sezon 1 | 29 minut | 31 marca 2017      |
| S2 | 13 Reasons Why: Beyond the Reasons | Nic nie dzieje się bez przyczyny: Sezon 2 | 67 minut | 18 maja 2018       |
| S3 | 13 Reasons Why: Beyond the Reasons | Nic nie dzieje się bez przyczyny: Sezon 3 | 17 minut | 23 sierpnia 2019   |